# 夏目祐里
夏目祐里 (なつめゆり3.1- ) は 日本のタレント、女優、モデル、グラビアアイドル、アイドル、MC、ナレーター 。
桐朋学園芸術短期大学卒業。 圭三塾卒塾。 

## 来歴・人物
幼少より舞台に立つことを夢見て、
大竹しのぶに憧れ出身校である
桐朋学園芸術短期大学演劇科入学。
在学中は蜷川幸雄、木村光一に師事。
卒業後、数々の舞台に出演しながら
競輪アイドルユニット　LOVE9に所属。
8番車として活動する。
全国の競輪場にて、歌、ダンス、バンク内での模擬レースに参加。
スポーツ未経験ながら、上がりタイムはチーム内トップを誇り数々の優勝を飾る。
演劇で培ったスキルを活かし、イベントでMCやナレーターを始める。
独学だったためナレータースクールへ通おうと
決意。
フリーアナウンサーの先駆けである
圭三プロダクションが行う圭三塾のオーディションに約400名の中から選出される。
通塾中は竹下良則師事。
卒塾後、テレビ埼玉スポーツバラエティ番組マッスルビーナスオーディションに合格。
番組内にて女子プロレスラーを目指すが、手首、肩関節、股関節等負傷のためプロレスラーを断念。
ナレーター経験を活かし、番組内にて指導していたさくらえみの女子プロレス団体アイスリボンにてリングアナに転向。
番組内派生　女子プロレスラーアイドルユニットマッスルビーナス応援団として番組参加。
歌唱力を買われ、メインボーカルとして参加する。
映画スリーカウントの主題歌「いつかきっと」ではメインボーカルの他、作詞も担当した。
グラビアアイドルに挑戦し、1st DVDを発売。
秋葉原ソフマップにて販売イベントを行った。
以降グラビアアイドルとしての活動を継続。
デジコンTVイメージガールオーディションにて
「審査員特別賞」受賞。
初の温泉リポートに挑戦した。
全日本音楽振興会スカパー!番組「夢王」にてグランプリ受賞。
以降番組内MC、全国レコーディング歌謡祭総合司会を務める。
バンダイ展開の台東区ご当地ゆるキャラ台東くんイメージソング「にぎわいイキイキ台東くん」ボーカルを務める。
2016年俳優仲間を中心に「ボランティア団体レトロ鍋」を設立。
全国の施設に歌や、演奏、演劇を届けている。
団体内では脚本も担当している。
キャラクターのレトロくんやロゴのデザインを書いた。
団体内からお芝居レトロ鍋というユニットを立ち上げ。
- 好きな食べ物は、ラーメン。
- 猫を３匹飼っている。
- 4歳よりスズキ・メソードにてバイオリンを習っていた。
- 日本舞踊を坂東流にて習っていた。
- 歌唱はレ・ミゼラブル (ミュージカル)音楽監督　山口琇也師事。

## 出演

### テレビ
- 旬間マガジン(新潟テレビ21)
- @あっと!テレわか(テレビ和歌山)
- プライスバラエティ ナンボDEなんぼ(関西テレビ放送)
- ふるさとチャンレンジ歌王(スカパー!)レギュラーMC
- 夢王(スカパー!)レギュラーMC
- SPEEDチャンネル(スカパー!)
- 先駆け情報局(テレビ埼玉)準レギュラーリポーター
- ヨロシクまんでぃ(テレビ埼玉)レギュラーリポーター
- マッスルビーナス(テレビ埼玉)レギュラー出演

### 舞台
- なつきとオバケくぬぎ　増田有華主演舞台　KENプロデュース（2010年6月22日 - 27日、アイピット目白）夢子役

- 白と黒とその泡と　KENプロデュース　田上初美役　池袋演劇祭　豊島区観光協会賞受賞

- なつきとオバケくぬぎ　KENプロデュース　夢子役　池袋演劇祭　みらい大明賞受賞

- ある日、私は金色の花びらをその石の身体に

演劇集団壺会　キワ子・エーコ役
- 嘘つきの姫君と三人の絵師　KENプロデュース

　(北沢タウンホール)
- 白と黒とその泡と　KENプロデュース　田上初美役

- チューボー　KENプロデュース　池袋演劇祭優秀賞受賞作品　保田めい役

- 学生服を脱がさないで　KENプロデュース

- 君死にたまうことなかれ　エアースタジオ 多恵役(2013年2月 両国エアースタジオ)

- 秋のスイカ　KENプロデュース

- チューボー　KENプロデュース　香織役

- 戦湯物語　KENプロデュース　千夏役

- 近代能楽集　熊野　KENプロデュース　主演熊野役

- ビキニも夢見る白い部屋　KENプロデュース

- RED 後上翔太主演舞台　KENプロデュース(2014年5月　北沢タウンホール)

- 飛ぶ教室　劇団ショーGEKI（2014年11月スペース・ゼロ）

- やさしい悪魔　劇団ポポポ(2018年8月 調布市せんがわ劇場)タエ役

- オイディプス王　お芝居レトロ鍋(2019年7月 日本美容専門学校)アンティゴネ役

- アンティゴネ　お芝居レトロ鍋(2019年11月 上野小劇場)主演　アンティゴネ役

### ラジオ
- かつしかsunsunワイド(葛飾エフエム放送)

- 元気DE満タン(レインボータウンエフエム放送)アシスタントパーソナリティ

- 携帯放送局k-station香月ひなと夏目祐里の恋愛ステーション　メインパーソナリティ

### ナレーション
- マッスルビーナス(テレビ埼玉)

### モデル
- イマコレ美女図鑑(ハンゲーム)

- もぎたてプリティ野球プリティナイン(コーエーテクモゲームス

- ミアコスチュームポスターモデル

- 山岸伸写真館

- タレントエンタメ王国

- セクシーアイドル21

- コスデンＪＰ　コスプレモデル

### DVD
- ほんわかTimes☆はっぴーhour(オルスタックピクチャーズ)

### 新聞・雑誌
- 週刊プロレス

- 月刊競輪

- 日刊スポーツ

- スポーツ報知

- サンケイスポーツ

- 東京スポーツ

- 中日スポーツ

- デイリースポーツ

- スポーツニッポン

- FRIDAY (雑誌)

- 東京一週間

- BOMBER

### CD
- マッスルビーナス「いつかきっと」

映画スリーカウント主題曲
- 競輪アイドルユニットLOVE9

「銀輪天使」
「BLAZE」

### イベント
- WPC ＮＴＴコミュニケーションズ　ナレーター
- おもちゃショー　タカラトミー MC
- iPod demodays メインプレゼンテーター
- バトルフィールド　日本最強クラン決定戦　司会進行
- 多摩川競艇場　日野美香歌謡ショー　MC
- 全国レコーディング歌謡祭　全国発表大会　総合司会
- スカパー!「歌王」協賛日本全国歌王会　総合司会
- スカパー!「夢王」&「歌王」タイアップ日本全国歌王会　総合司会
- スポーツ祭　MC
- 千葉マラソン　MC

### その他
- パソコン市民講座　ナビゲーター
- バンダイゆるキャラ台東くん　イメージソング「にぎわいイキイキ台東くん」